# Hans Ole Brasen

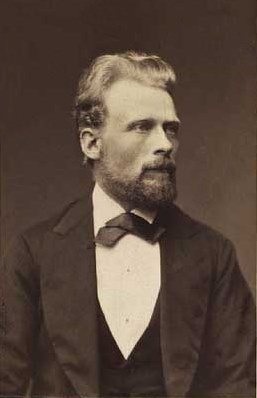
Hans Ole Brasen.

Hans Ole Brasen, född 16 januari 1849, död 24 februari 1930, var en dansk konstnär.
Brasen har gjort sig känd som en mångsidig konstnär. Som landskapsmålare har han främst intresserat sig för återgivandet av ljuftens ljusreflexer som i Solnedgang ved Esrom Sø (1894).